# Lupicia
| |  |                                                                                           |
| Magasin principal de Jiyugaoka (photographié en 2014, 1-25-17 Jiyugaoka, arrondissement de Meguro, Tokyo) |  | Intérieur du magasin principal. En juillet 2020, celui-ci a déménagé au 1-26-7 Jiyugaoka. |

Lupicia est une marque japonaise spécialisée dans la production et la vente de thé, notamment de thé noir et de thés aromatisés. Elle est exploitée par la société LUPICIA Co., Ltd., fondée en 1994.
La société opère à travers des magasins spécialisés, des franchises, ainsi que des services de vente par correspondance.

## Historique
- 17 août 1994 : Fondation de l’entreprise sous le nom Les Pisieres Co., Ltd.
- Octobre 2006 : Changement de nom pour devenir Lupicia Co., Ltd.
- Avril 2017 : Achèvement de la construction de l'usine de Niseko (district d’Abuta, Hokkaidō)
- Juillet 2020 : Transfert partiel des fonctions du siège social vers la ville de Niseko[1].